# Casal Solleric
El Casal Solleric (más genuinamente Can Morell o Can Solleric) es un edificio señorial de tipo residencial urbano de Palma de Mallorca (España). Tiene la entrada principal en el paseo del Borne, pero también tiene entrada por la calle de Santo Gaietà y también da a la calle de Can Cifre. Actualmente se utiliza como centro de exposiciones.
En el año 1764 se empezó su construcción por Miquel Vallès de Almadrà y Orlandis, marqués de Solleric, una vez derribado Can Cifre. Pasó a ser propiedad de la familia Morell cuando el marqués murió sin descendencia en 1790, y fue heredado por su sobrino Pere Joan Morell y Vallès de Almadrà, y desde entonces también recibe el nombre de Can Morell. El 1975 la compró el Ayuntamiento y la convirtió en centro de exposiciones.

## Historia
El casal actual es el resultado de la anexión de varias casas. En su origen se encuentran las casas de Can Cifre, de donde proviene el nombre del callejón adyacente a la casa y la que heredó Marc Antoni Vallès de Almadrà y de Berga, el promotor de la casa actual. Can Cifre fue una casa larga y estrecha comprada por Antoni Cifre a Pere Alemany, mercader, en 1581, que ocupaba la esquina de las actuales calles de Sant Gaietà y de Can Cifre. Entonces la casa contenía el obrador de Antoni Cifre, situado en los bajos, mientras que la vivienda se ubicaba en la primera planta. Antoni Cifre murió en 1590 y dejó la casa a su primogénito Antoni Cifre i Jubí. Antoni Cifre i Jubí ejerció de jurat per l'estament dels mercaders en 1598, y en 1613 obtuvo el privilegio de ciudadanía. En 1611 había adquirido de Isabel Llodrà, viuda de Joan Vatlori, una parte de sus casas al otro lado del callejón, y las unió con un puente de madera; además hizo obra y construyó algunas salas y estancias.
El heredero de Antoni Cifre y Jubí fue su única hija, Margalida Cifre y Creus, casada con Miquel Reus de Solleric, también mercader y militar. Pero a la muerte de Antoni en 1643 Margalida falleció y su esposo actuó como legítimo administrador de sus hijos. Heredó su hija Catalina Reus de Solleric y Cifre y su padre Miquel estableció un fideicomiso con gravamen de linaje y armas a favor de la hija y los sucesores. A partir de este momento se unieron las propiedades de Solleric y las casas de Can Cifre. Catalina se casó con Marc Vallès de Almadrà, militar a partir de 1647 y también de origen mercader. Murió en 1682 y estableció otro fideicomiso con las mismas condiciones que su padre con su hijo Miquel Reus de Solleric Vallès de Almadrà como beneficiario. Este se casó con Mònica de Berga y Canals, nieta del capitán Canals por parte de madre y de la casa de Berga por parte de padre, de forma que el matrimonio supuso un enriquecimiento para la familia y para la casa. Miquel no hizo grandes modificaciones pero adquirió el edificio adyacente, que era mucho más grande. Murió en 1694.
Su hijo, Marc Antoni Reus de Solleric Vallès de Almadrà y de Berga, que recibió un gran patrimonio en herencia de los Reus de Solleric y los Vallès de Almadrà, por parte de padre, y de los Berga y los Salas, por parte de madre y de su tío materno. Marc Antoni fue un destacado filipista y fue nombrado regidor perpetuo del Ayuntamiento en 1718. Unió las dos casas que heredó y añadió otras menores compradas al mercader Joanot Mir en 1740, situadas a la otra parte del puente. Entonces la entrada era por la calle de Santo Gaietà, mientras que en la parte del Borne había un huerto grande. Marc Antoni se había endeudado mucho ofreciendo apoyo a Felipe V y no pudo llevar a cabo ninguna reforma importante. Murió en 1764 y heredó su hijo, el gran promotor de la casa barroca.
Miquel Vallès de Almadrà y Orlandis, hijo del anterior, fue un hombre ilustrado que se enriqueció con el comercio y la exportación de aceite que producía en sus propiedades en Alaró en Puerto Rico, La Habana y Marsella. Mantuvo correspondencia y buena relación con el rey Carlos III y de él obtuvo el título de marqués de Solleric. En 1764 cuando heredó de su padre, empezó la obra para transformar las antiguas casas de Can Cifre y adyacentes en un palacio barroco a la altura de un marqués de su posición.
Miquel Vallès de Almadrà murió el 1790 y no dejó hijos. Se sucedieron numerosos pleitos entre los hijos de sus hermanas, y finalmente en 1800 se sentenció a favor de Pere Joan Morell y Vallès de Almadrà, hijo de Jeroni Morell y de Berard, quien heredó Can Solleric y la posesión de Solleric, y a su muerte en 1807 heredó su hijo Jeroni Morell y de Bordils. La casa permaneció totalmente vacía fruto del reparto de la herencia, pero fue amueblada de nuevo por los Morell y se convirtió en una de las casas más esplendorosas de Palma.[11]
Los siguientes propietarios, Fausto Morell y Orlandis, Fausto Morell y Bellet y Fausto Morell y Vado, mantuvieron el esplendor y convirtieron el casal en centro de reuniones culturales y artísticas. En la muerte del último en 1963, la familia abandonó la casa y la museïtzà. El 1975 la compró el Ayuntamiento de Palma y fue objeto de restauraciones durante los años ochenta y noventa.

## Arquitectura
Para la consecución de las reformas deseadas fue necesario derribar las casas preexistentes. Las obras debieron empezar a mediados de 1764 y, por tanto, promovidas por Miquel Vallès de Almadrà y Orlandis. La obra del edificio se atribuye a Gaspar Palmer, mientras que la forja y la decoración escultórica es del artista Antonio Soldati . La influencia italiana en el casal destaca sobre todo por la forja de la fachada y del patio interior, el techo de la galería y por el cuarto de baño del marqués. Denota modernidad el hecho de que la fachada principal sea la del Born, debido a que hasta bien entrado el siglo xvii fue más bien el lecho de un torrente que una calle.
El edificio se aleja de la tipología de casal mallorquín en varios aspectos, pero mantiene la tipología de tres plantas:
- Planta baja: donde encontramos el patio rectangular con columnas de capitel de mármol rosa, y las cocheras.
  - Entresuelo: se  accede desde el patio y  encontramos un gran número de habitaciones.
- Planta noble: donde encontramos 29 habitaciones, desde dormitorios a salas, comedores, cocina-lavandería o incluso una capilla con sacristía. Hay que destacar la lonja del Borne con cinco arcos que se encuentra en la fachada principal.
- Porche.

## Uso del edificio
Desde su construcción hasta principio del siglo XX, el edificio se empleaba tan solo como residencia de sus propietarios. Fue entonces cuando se decidió aprovechar para alquilar las cocheras para otros usos (cafetería, sede de entidades, sucursal bancaria, tienda, etcétera). En el año 1932 fue declarado monumento historicoartístico. La familia Morell  vivió hasta 1968. Y en 1975 fue adquirido por el Ayuntamiento de Palma. El palacio fue sometido a una serie de reformas y se habilitó como centro de exposiciones. Además, en la planta baja dispone de una cafetería y de una librería (cerrada en junio de 2014). Sus exposiciones han girado mayoritariamente alrededor del arte contemporáneo, acogiendo artistas como Joan Miró, Josep Guinovart o Robert Motherwell.  Se han llevado a cabo otros tipos de exposiciones de artistas mallorquines (Antoni Gelabert Massot, Ricard Ankerman, etc.) además de otros actos culturales.